# Ayguemorte-les-Graves
Ayguemorte-les-Graves (okzitanisch: Aiga Mòrta de las Gravas) ist eine französische Gemeinde im Département Gironde in der Région Nouvelle-Aquitaine. Die Gemeinde liegt im näheren Einzugsgebiet der Stadt Bordeaux. Während Ayguemorte-les-Graves im Jahr 1962 noch über 300 Einwohner verfügte, zählte man in jüngerer Zeit 1402 Einwohner (Stand 1. Januar 2022).
Die Gemeinde gehört zum Kanton La Brède im Arrondissement Bordeaux.

## Bevölkerungsentwicklung
| Jahr                      | 1962 | 1968 | 1975 | 1982 | 1990 | 1999 | 2009 | 2016 |
| Einwohner                 | 300  | 360  | 434  | 595  | 696  | 902  | 932  | 1218 |
| Quelle: Cassini und INSEE |      |      |      |      |      |      |      |      |

## Weinbau
Ayguemorte-les-Graves ist ein Weinbauort in der Weinbauregion Graves.

## Sehenswürdigkeiten

Kirche Saint-Clément

- Kirche Saint-Clément